# Nauni
Nauni (anche Nani o Euntiuny) (... – Tebe, ...; fl. XI secolo a.C.) è stata una principessa egizia della XXI dinastia.
Il nome in lingua egizia era:
| n · G1 · Z2ss | n · Z4 · M17 · M17 | B1 |

Nauni

## Biografia
Nauni fu probabilmente figlia di Pinedjem I (ca. XI secolo a.C. - 1031 a.C.), Primo Profeta di Amon e successivamente faraone de facto, e della regina Tentnabekhenu, il cui nome ci è noto solo grazie al papiro funerario della stessa Nauni.
Stando alle analisi effettuate sulla sua mummia, che fu sbendata dall'egittologo americano Winlock e da esso esaminata assieme a Derry tra il 1929 e il 1930, Nauni era piuttosto bassa, misurando solo 145 cm di altezza, e grassa, proprio come altri due figli di Pinedjem I, Henuttaui e il Primo Profeta Masuharte. È inoltre stato stabilito che la donna dovesse avere all'incirca 70 anni alla data della sua morte.

## Titoli
I suoi titoli, conosciuti grazie a iscrizioni presenti nella sua tomba, includevano Figlia del Re del Suo Corpo, Cantante di Amon, Signora della Casa.

## Sepoltura
Il fatto che fosse figlia di Pinedjem I è suggerito dal fatto che Nauni fu seppellita a Deir el-Bahari, un luogo di sepoltura molto comune per la famiglia reale di questo periodo, situato di fronte alla città di Luxor e vicino a Bab el-Gasus, luogo di sepoltura molto comune per i sacerdoti. Altro indizio è il fatto che vicino alla sua tomba sia presente quella della principessa Henuttaui, figlia di Pinedjem I, e di quello che probabilmente era un suo figlio adottivo, Djedmutesankh, e che sia la mummia di Henuttaui che il suo sarcofago mostrino diverse somiglianze con quelli di Nauni.
La tomba tebana classificata come TT358 o Dier el-Bahri 65, dove fu sepolta, apparteneva originariamente a una regina dell'inizio della XVIII dinastia, Ahmose Meritamon, sorella e moglie del faraone Amenofi I. La tomba fu restaurata durante il diciannovesimo anno di regno di Pinedjem I e fu utilizzata per seppellire Nauni più di dieci anni dopo. Il sarcofago fu però frettolosamente abbandonato assieme al corredo funebre dagli addetti alla sepoltura che lo lasciarono in un corridoio, davanti ad un muro precedentemente eretto per contrastare i predatori di tombe; gli stessi addetti, secondo Winlock, non esitarono poi nel rubare gli ornamenti in oro del sarcofago e gli oggetti più preziosi del corredo.
I sarcofagi in sicomoro di Nauni erano stati originariamente preparati per sua madre. Fra gli oggetti del suo corredo funebre scampati alla razzia sono stati trovati 392 ushabti divisi in sette scatole, un amuleto a forma di scarabeo, una statua di Osiride e una copia del Libro dei morti.